# Балкано-кавказская раса
Балка́но-кавка́зская ра́са — одна из малых рас, входящих в состав большой европеоидной расы. Характеризуется брахикефалией, низким широким лицом, тёмными прямыми или волнистыми волосами, тёмными или смешанными глазами, сильным развитием бороды и волосяного покрова на теле, ростом выше среднего. Распространена на Кавказе (преобладающая часть коренного населения); её балканский вариант — в Югославии, на юге Австрии и севере Италии (Тироль), в северной Греции и соседних странах.
Выделяется только при популяционном подходе. Выделялась советскими антропологами Н. Н. Чебоксаровым, Я. Я. Рогинским и М. Г. Левиным (1963). Также эту расу выделял В. П. Алексеев (1974), в то время как в схеме В. В. Бунака (1980) существуют отдельно балканская раса (как часть средиземноморской ветви) и кавкасионская раса (как часть средиземноморской ветви).

## Расовые типы
Внутри балкано-кавказской расы выделяют множество отличающихся в деталях дискретных вариантов, в частности:
Альпийский тип — брахикефальный тип, характеризуется светлой пигментацией с другими горными группами и темной сравнительно с равнинными популяциями пигментацией и небольшим ростом, Распространен в Альпах.
Динарский тип — отличается очень высоким ростом, крупными чертами лица, очень широким лицом и головой. Распространен на Балканах.
Кавкасионский тип — характеризуется широким лбом, узкой, выпуклой челюстью, высоким или орлиным носом, относительно других горных групп светло-серыми глазами, высоким ростом, средним третичным волосяным покровом. Распространен на Северном Кавказе и в Грузии.
Арменоидный тип — характеризуется крупным носом с выпуклой спинкой и опущенным кончиком, волнистыми или курчавыми волосами, густыми бровями, очень сильным ростом бороды, усов и волос на теле, средним ростом. Распространён по всей Евразии, с большей концентрацией в Малой Азии, а также в Армении, Сирии, Ливане, редко в Грузии, что выражается также в наименованиях «ассироидная раса». 